# Dean Craig
Dean Craig (Londres, 25 de Outubro de 1974) é um roteirista e diretor de cinema inglês. Seu principal trabalho no cinema foi escrevendo a comédia Death at a Funeral e sua refilmagem, em 2010.
Ele escreveu também Um Amor e Mil Casamentos (Love Weading Repeat) - 2020 - um dos seus piores trabalhos de todos os tempos.